# トヨオカハダカカメガイ
トヨオカハダカカメガイ（豊岡裸亀貝）、学名 Pneumodermopsis ciliata は、ニュウモデルマ科に分類される浮遊性の腹足類（＝広義の巻貝）の一種。体長数mmから最大で15mmほどで、比較的近縁なクリオネに似た姿の海洋プランクトンである。北半球のいくつかの海域に分布し、他の浮遊性の貝類や甲殻類を捕食する。Pneumodermopsis 属のタイプ種。和名は日本で最初に報告された標本が兵庫県豊岡市で採取されたものであったことに因む。

## 分布
北半球の複数の海域：大西洋北部、北海、地中海の一部、インド洋、太平洋北部、日本海など。ただし記録のある海域は非連続的である。

## 形態
殻
生まれたばかりの稚貝には殻があるが数日後には失われ、それ以降は無殻となる。稚貝の殻はうっすらと茶色がかった透明の甕型で、第1原殻は大きく”甕”の胴体部を、第2原殻は短く”甕”の口縁部を形成する。両者の間はリング状に括れており、括れの部分は他よりも濃く茶色がかって見える。殻口は真円ではなく、やや卵形を呈する。
軟体
貝殻は初期に消失するため、それ以降は軟体部がすなわち本種の全てである。体長は数mmから最大で15mmほどになる。前後に長く、頭部と樽型の胴部との間が明瞭に括れたてるてる坊主のような体型で、近縁のクリオネにやや似ている。薄紫がかった半透明で、黒い色素胞による微細な斑点があるほか、赤褐色の内臓塊が透視される。
頭部には中央吸盤腕と1対の側吸盤腕の計3腕がある。中央吸盤腕には原則として5個の吸盤をもつ。すなわち先端中央部の1個、その左右にある2個、腕中部の左右にある2個であるが、中でも先端の左右にある1対の吸盤が非常に大きく発達し、これが本種の安定した特徴であるとされる。この大吸盤は卵形で、縁部の一点が小さく尖っている。中央吸盤腕にある他の吸盤はずっと小さく、個体変異がある。1対の側吸盤腕は中央吸盤腕に比べはるかに短いが、先端は中央吸盤腕の基部を囲むように広がり、そこに7個から8個の小さく丸い吸盤が1列に並ぶ。
吻は長く、伸ばしているときは背面に寝かせている。歯舌は1個の中歯とそれを挟む数個の側歯からなり、片側の側歯の数は7から8個で、歯式では7-1-7（1個の中歯を挟み両側に7個の側歯があることを示す）もしくは8-1-8と表わされるが、日本産のものでは5-1-5（片側の側歯が5個）であったと報告されている。中歯には大きな2歯尖とその間にある微小で不明瞭な1個もしくは2個の歯尖とがあるが、これらの歯尖の形態には変異がある。両側に数個並ぶ側歯は鎌形で単歯尖、中央寄りのものが大きく外側に向かってやや小さくなる。顎板はよく発達し多数の棘状物の列からなる。
側鰓は非常に長い。生殖腺は胴体右側に外付けされたようにあるのが、体長3mm以上の個体で観察されている。足は3葉からなり、1対の側足と長い後足とがある。

## 生態
沿岸部から深所まで見られ、他の浮遊性貝類（有殻翼足類や裸殻翼足類）やミジンコ類などを捕食する。

## 分類
原記載
- Pneumodermon ciliatum Gegenbaur, 1855[1],  Untersuchungen über Pteropoden und Heteropoden: p.74,  p.213（本文）, p.220（図版説明）, pl. 4, fig. 2.

異名
- Pneumodermon ciliatum Gegenbaur, 1855 （原記載時の学名）[7]

同属に分類されている種
- Pneumodermopsis brachialis Minichev, 1976
- Pneumodermopsis canephora Pruvot-Fol, 1924
- Pneumodermopsis ciliata (Gegenbaur, 1855)　トヨオカハダカカメガイ（本項）：本属のタイプ種
- Pneumodermopsis macrochira (Meisenheimer, 1905)
- Pneumodermopsis macrocotyla Zhang, 1964
- Pneumodermopsis michaelsarsi Bonnevie, 1913
- Pneumodermopsis paucidens (Boas, 1886)　キノサキハダカカメガイ
- Pneumodermopsis pupula Pruvot-Fol, 1926
- Pneumodermopsis teschi van der Spoel, 1973

## 人との関係
特に知られていない。